# 에데스틴
에데스틴 또는 에디스틴은 분자량이 50,000인 고소화성(Highly Digestible), Hexameric Legumin 단백질이며 종자 저장 단백질이다.  에데스틴은 섬유성 단백질과 대조적으로 구상 단백질(생물학적 활성)이다. 에데스틴은 생물학적 활성 단백질(글로불린과 유사)이며 생물학적 활성 단백질은 인체에서 항체(면역 글로불린), 호르몬, 헤모글로빈 및 효소를 제조하기 위해 대사되어 사용된다. 인체는 모든 단백질 공급원으로부터 구상 단백질을 제조 할 수 있지만, 신체가 국소적으로 소화 가능한 구상 단백질로부터 글로불린을 만드는 것이 훨씬 더 효율적이다. 
에데스틴은 침습제에 대한 항체의 제조 공정을 자극 할 수 있는 능력을 가지고 있다.
에데스틴(과 알파 1 글로불린, 알파 2 글로불린, 베타 글로불린, 감마 글로불린)에서 발견되는 구상 단백질은 생명에 필수적인 생물학적 단백질의 전구체인 긴 펩타이드 사슬이다. 에데스틴은 혈청 글로불린(혈장)과 유사하며, 에데스틴의 생물학적 활성 단백질은 인체에서 대사되어 생합성 할 수 있다.
- 호르몬 (모든 신체 과정을 조절한다.)
- 헤모글로빈 (산소, 이산화탄소, 산화 질소를 수송한다.)
- 효소 (생화학 반응을 촉매하고 조절한다.)
- 항체 (침입 박테리아, 바이러스 및 기타 병원체뿐만 아니라 신체에 유입되는 독소 또는 항원을 차단하는 역할을 한다.)

## 대마 씨
상업용 대마 씨앗에는 평균 30-35%의 단백질이 들어 있으며, 그 중 60-80%는 에데스틴이다(나머지는 알부민). 증삼은 2,2-diphenyl-1-picrylhydrazyl (DPPH) 자유 라디칼 소거 활성을 포함하기 때문에 우수한 항산화 영양소로 활용하기 위해 제안되었다. 